# Disclisioprocta sitellata
Disclisioprocta sitellata är en fjärilsart som beskrevs av Guenée sensu Hulst 1902. Disclisioprocta sitellata ingår i släktet Disclisioprocta och familjen mätare. Inga underarter finns listade i Catalogue of Life.